# Wilton (New Hampshire)
Wilton – miasto w Stanach Zjednoczonych, w stanie New Hampshire, w hrabstwie Hillsborough.